# Drosophila neohypocausta
Drosophila neohypocausta är en tvåvingeart som beskrevs av Lin och Wheeler 1973. Drosophila neohypocausta ingår i släktet Drosophila och familjen daggflugor.
Artens utbredningsområde är Taiwan.